# Große Halle
Große Halle (także Volkshalle, Halle des Volkes, Ruhmeshalle) – budynek zaprojektowany przez Alberta Speera na podstawie szkiców Adolfa Hitlera. W jego koncepcji miał być zwieńczeniem monumentalnych planów przebudowy Berlina – Planu Germania.

## Historia
Pierwsze szkice Wielkiej Hali Hitler wykonał już w 1925 roku. Latem 1936 roku zlecił Speerowi opracowanie projektu, do którego wprowadzał własne poprawki. W dniu urodzin Hitlera 20 kwietnia 1937 roku Speer zaprezentował rysunki projektowe oraz pierwszy model budynku, a w roku 1939 wykonano szczegółową 3-metrową makietę hali oraz jej wnętrza. Speer pełniący funkcję Generalnego Inspektora Budowlanego Stolicy Rzeszy (niem. Generalbauinspektor für die Reichshauptstadt) nadzorował także prace przygotowawcze: wysiedlenia mieszkańców, wyburzanie budynków pod plac budowy oraz badania gruntów. Rozpoczęto również sprowadzanie granitu na elewacje zewnętrzne z południowej Szwecji i Finlandii. Budowę Große Halle planowano na lata 1940–1950. Ze względu na wybuch II wojny światowej została ona opóźniona i ostatecznie niezrealizowana.

## Architektura
Wielka Hala miała zamykać od północy Wielki Plac (Adolf-Hitler-Platz) stanowiący zakończenie 5-kilometrowej alei będącej centralną osią przebudowanego miasta. Z pozostałych trzech stron halę otaczać miały zbiorniki wodne utworzone poprzez zmianę biegu i poszerzenie Sprewy. Żegluga na rzece odbywałaby się podwójnym tunelem pod placem przed Halą. Planowano posadowienie budynku na żelbetowej płycie fundamentowej sięgającej głębokości 30 metrów. W celu zbadania nośności gruntu wykonano próbny fundament – Schwerbelastungskörper. Dolna część budynku – prostopadłościenna podstawa o wymiarach 315 × 315 metrów i wysokości 74 metrów miała zostać obłożona jasnym granitem. Frontową kolumnadę z wysokimi na 30 metrów kolumnami o średnicy 3 metrów, planowano wykonać ze sprowadzanego ze Szwecji czerwonego granitu. Na jej końcach przewidziano miejsce na dwie 15-metrowe rzeźby przedstawiające Atlasa dźwigającego sklepienie niebieskie i Tellus trzymającą kulę ziemską. We wnętrzu hali zaprojektowano trybuny rozchodzące się promieniście wokół wewnętrznego okręgu i wznoszące na 30 metrów, które miały zostać zwieńczone setką 24-metrowych marmurowych filarów. Naprzeciw głównego wejścia zaplanowano niszę o wysokości 50 metrów i szerokości 28 metrów w której znaleźć miała się pozłacana rzeźba Orła Rzeszy pod którą przewidziano mównicę dla Führera. Ze względu na przytłaczające proporcje wnętrza mównica byłaby ledwo zauważalna dla osób przebywających na trybunach. Na wysokości 98 metrów od posadzki zaczynałaby się kopuła o średnicy 250 metrów wzniesiona w konstrukcji stalowej. Jej wewnętrzną powierzchnię planowano wypełnić kasetonami na wzór Panteonu i na wysokości 220 metrów zwieńczyć oculusem o średnicy 46 metrów. Z zewnątrz kopuła miała zostać pokryta patynowanymi płytami miedzianymi i otoczona u podstawy rytmicznie ustawionymi filarami 20-metrowej wysokości. Powyżej zaprojektowano przeszkloną latarnię o wysokości 40 metrów i lekkiej metalowej konstrukcji. Latarnia miała zostać zwieńczona rzeźbą Orła Rzeszy wspartego początkowo na swastyce, a według późniejszych projektów na kuli ziemskiej. Całkowita kubatura budynku wynosiłaby 21 milionów m³. Według planów hala mogła pomieścić 150–180 tysięcy osób. Byłaby tym samym największym budynkiem świata.

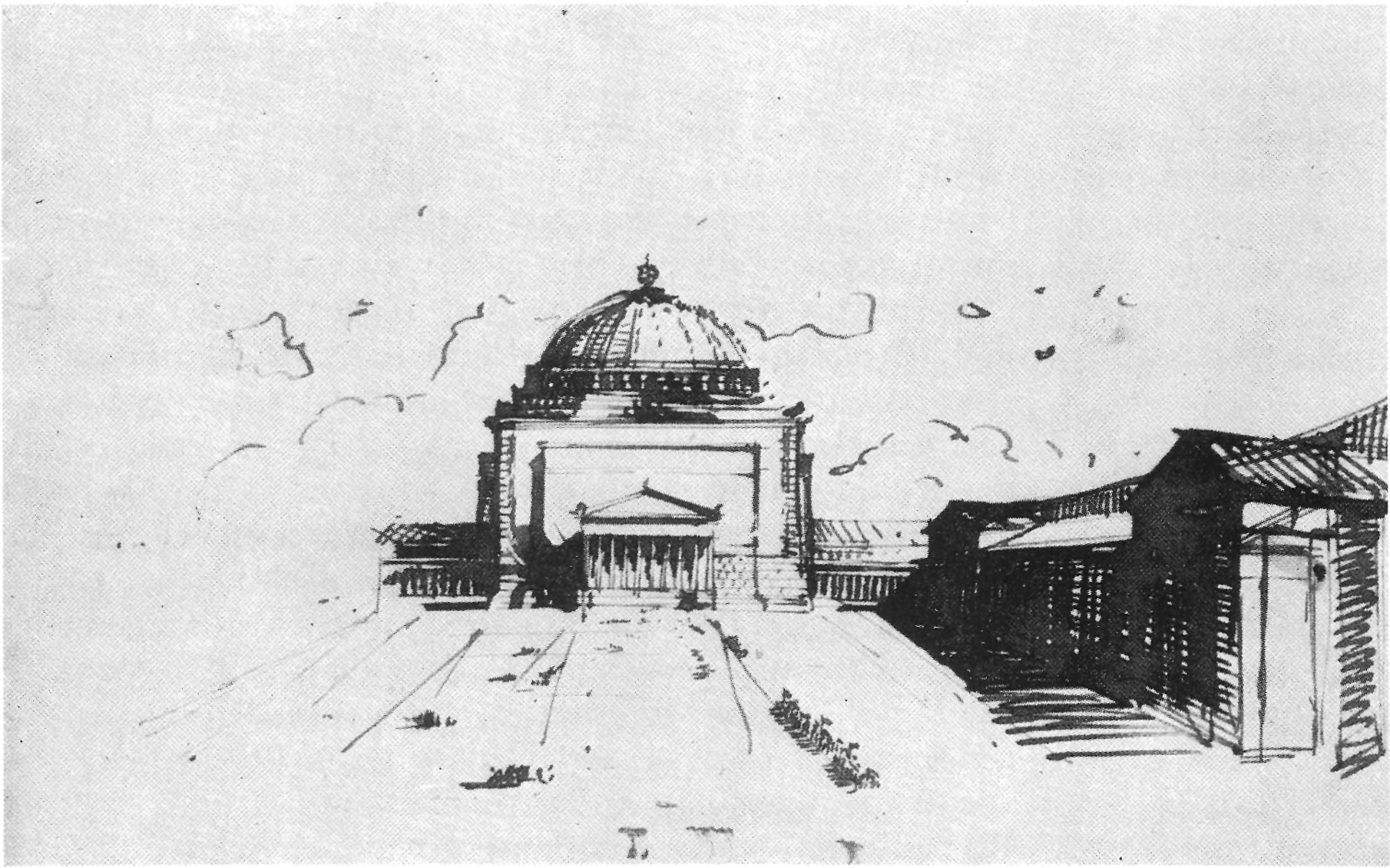
Szkic hali wykonany przez Adolfa Hitlera w 1925 roku
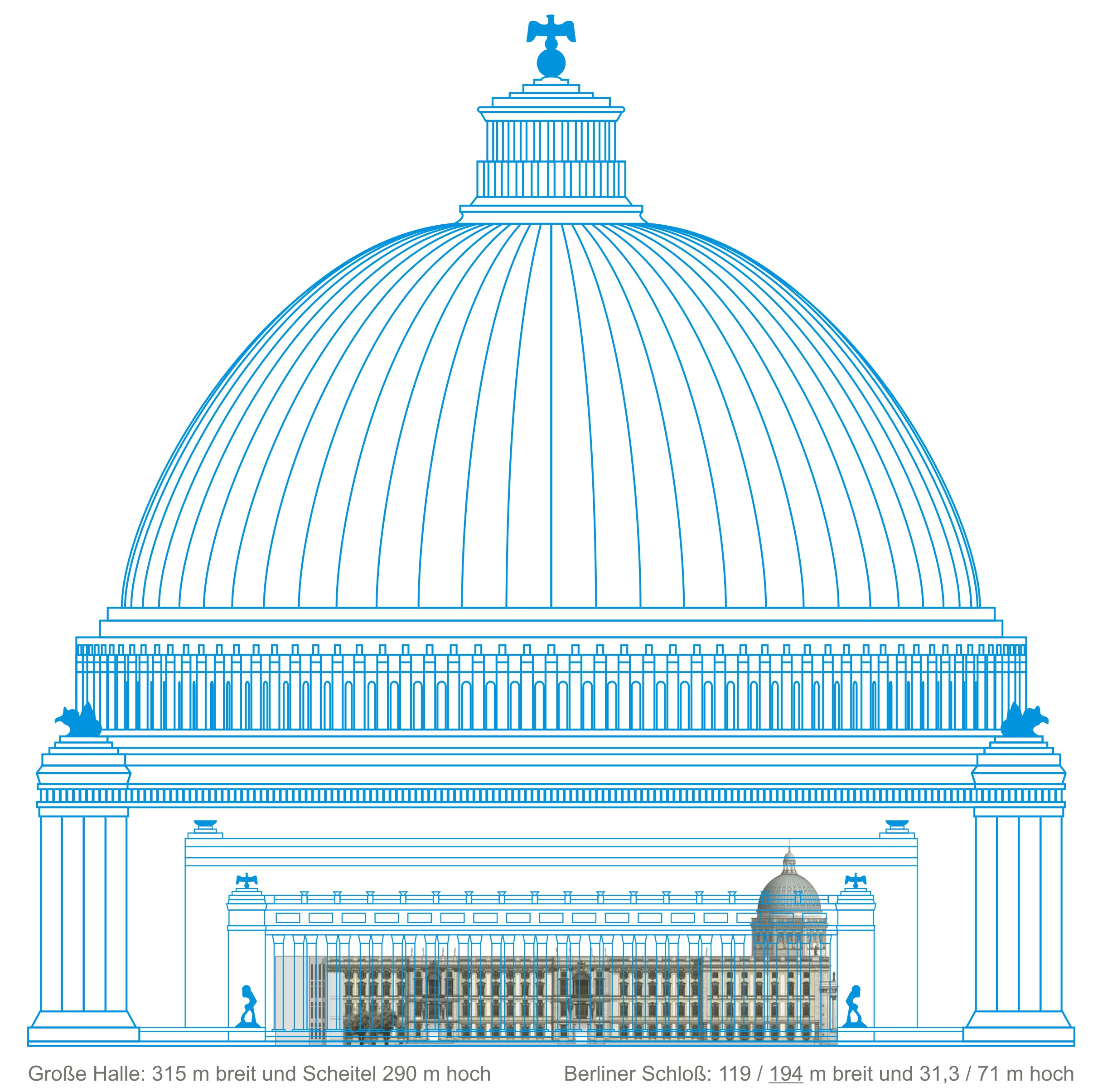
Porównanie wielkości Große Halle i Zamku w Berlinie